# Jay Smith
Jay Jon Christopher Smith, nacido en Helsingborg (Suecia) el 29 de abril de 1981, es un cantante, cantautor y guitarrista sueco. Principalmente conocido por haber ganado el programa Idol sueco en 2010 (un programa de televisión buscatalentos, aproximadamente que Academia Artística). Además, es cantante y guitarrista del grupo de rock Von Benzo.

## Biografía
La carrera musical de Jay Smith comenzaría en 2005 como vocalista y guitarrista del grupo de rock Von Benzo (con el que ha lanzado 2 discos de estudio y compartido escenarios con bandas de la talla de Takida y Backyard Babies). Pero la fama le llegaría en 2010 tras concursar en el programa Idol sueco y terminar ganando tras disputar la final contra Minnah Karlsson en Globen. Durante dicho programa comunicó abiertamente que había fumado marihuana en alguna ocasión y en un artículo en Expressen dijo que iba a ser multado por un delito menor de narcotráfico, a pesar de todo TV4 dejaron que siga en el programa con la condición de que participe en un programa de recuperación. 
En 2013 Jay Smith lanza su segundo disco en solitario y comunica que se encuentra trabajando en un proyecto individual con su banda de acompañamiento The Reservoir Dogs.

## Discografía

### Con Von Benzo

#### Álbumes
- Von Benzo (2009)
- Yes Kids It's True (2011)

#### Sencillos
- Die Beautiful (2009)
- Bad Father, Bad Son (2009)
- Radio (2011)
- Addicted (2013)

### Como solista

#### Álbumes
- Jay Smith (2010)
- King Of Man (2013)
- Young Guns (2019)

#### Sencillos
- Dreaming People (2010)
- All I Need is You (2010)
- King Of Man (2013)
- Ode To Death (Little Sister) (2013)
- Keeps Me Alive (2014)
- God Damn You (2015)
- Neverneverland (2015)
- Out Of Life (2016)
- Boomerang (con Smash Into Pieces) (2017)
- Ten Feet Off The Ground (2018)
- Roots (2018)
- Let My Heart Go (2018)
- My Everything (2018)
- Closing Time (2019)